# 병감
병감(椪柑)은 운향과의 과일 나무(상록 소교목)이다. 감귤나무(Citrus reticulata) 재배종으로, 다른 재배 감귤과 마찬가지로 포멜로(C. maxima) DNA를 일부 포함한다. 식물학적 종이 아니지만, Citrus poonensis Yu.Tanaka 등 학명으로 불리기도 한다.

## 같이 보기
- 제주감귤